# Romanengo
Romanengo je italská obec v provincii Cremona v regionu Lombardie. Žije zde přibližně 3 200 obyvatel.

## Geografie

### Sousední obce
| Růžice kompasu |           | Casaletto di Sopra |         | Růžice kompasu |
| Růžice kompasu | Offanengo | Sever              | Ticengo | Růžice kompasu |
| Růžice kompasu | Offanengo | Romanengo          | Ticengo | Růžice kompasu |
| Růžice kompasu | Offanengo | Jih                | Ticengo | Růžice kompasu |
| Růžice kompasu | Izano     | Salvirola          |         | Růžice kompasu |

## Vývoj počtu obyvatel
Zdroj: 